# プイ語
プイ語（Buyei、Buyi、Bouyei、Puyi、簡体字: 布依语、繁体字: 布依語、拼音: bùyī yǔ、ベトナム語: tiếng người Bố Y）は、プイ族の人々によって話されている言語である。プイ族は主に中華人民共和国の貴州省南部に居住する。プイ語はタイ・カダイ語族に属する言語である。